# 生活クラブ生活協同組合・神奈川
生活クラブ生活協同組合・神奈川（せいかつくらぶせいかつきょうどうくみあい かながわ）、略称生活クラブ生協・神奈川は、横浜市港北区に本部を置く消費生活協同組合。

## 特徴
「生活クラブ・神奈川」は、日本に約600ある生協のなかのひとつのグループで、生活クラブ事業連合生活協同組合連合会に加盟している。
生活クラブ生協では、組合員（生協加入者）について単なる「顧客」ではなく「出資・利用・運営」に自ら参加する「生協の構成員」であることを強調している。生活クラブ・神奈川では、前述のような組合員の自主管理と参加を強めることを目的として、県下の地域ごとの「ブロック生協」（横浜北生活クラブ、横浜みなみ生活クラブ、かわさき生活クラブ、湘南生活クラブ、さがみ生活クラブ）に分かれて活動をしており、各組合員は組織上で「会員単協」と呼ばれる生活クラブ・神奈川と、前述のブロック生協との双方に加入をしている構造になっている（「生活クラブ・東京」でも同様）。

## 概要
- 本部 - 〒222-0033　横浜市港北区新横浜2-2-15 パレアナビル5F
- 組合員数 - 68,424人（班15,447人　戸配33,988人　デポー18,989人）
- 供給・利用高 - 2,171,318万円
- 職員数 - 272名

## 所属生協
- 横浜北生活クラブ生活協同組合（横浜市青葉区）
- 横浜みなみ生活クラブ生活協同組合（横浜市旭区）
- かわさき生活クラブ生活協同組合（川崎市宮前区）
- 湘南生活クラブ生活協同組合（茅ヶ崎市）
- さがみ生活クラブ生活協同組合（相模原市中央区）